# Wetteren
Wetteren belgiumi város, amely a flandriai Kelet-Flandria tartományban, Dendermonde körzetben található. A város, amelynek kb. 23 000 lakosa van, kb. 10 km-re található a tartomány székhelyétől, Gent városától, a Schelde folyó partján.
Közigazgatásilag a városhoz tartoznak még a szomszédos Massemen és Westrem települések is, továbbá  Wetteren-Ten-Ede , Kwatrecht , Overbeke és Overschelde falvak is.

## Látnivalók, érdekességek
- Wetteren nemzetközileg is ismert az itt található fa- és rózsakertészetéről. A városi Blakken Den parkban számos, itt nemesített rózsafajta látható. A kert a „de Zandbergen” néven ismert homokdűnékhez közel található, amelyet még a Schelde folyó rakott le a város közelében.
- A város főterén álló Szent Gertrúd-templom (Sint-Gertrudiskerk) a háromhajós templom 1861–66 között, L. Minart tervei alapján, neoromán stílusban, téglából épült. Egyik jellegzetessége a szokatlanul magas középső hajó. Tornya körül négy fióktorony található, amelyek elrendezése és fehér márványdíszítése a muzulmán minaretekre emlékeztet. Hasonló fióktornyok ékítik a mellékhajókat is.
- A templomban található, 1700 körül készült, márvány keresztelőmedence, 18. századi barokk, fából faragott pulpitus, valamint a 19. század második felében készült oltár. A templom orgonáját P. Schyven[2] építette 1875-ben.

- Arsène Goedertier, akit Jan en Hubert van Eyck festményének, a De rechtvaardige rechters eltulajdonításával vádolnak, Wetteren lakosa volt a kép eltűnésének idején. Számos kutatás, legutóbb 2003-ban, a helyi Szent Gertrúd-templomban sikertelenül végződött, a kép nem került elő.
- 1928 és 1962 között Wetteren volt a flamand országúti kerékpárverseny, a Ronde van Vlaanderen célállomása.

## Politika
A város polgármesterei voltak:
- Charles Hippolyte Vilain XIIII (katolikus párt) (1822-1840 en 1848–1873)
- Augustin Van Cromphaut (katolikus párt) (1873–1879)
- Abel de Kerchove d’Exaerde (katolikus párt) (1879–1891)
- Joseph du Château (katolikus párt) (1927–1957)
- Leon Vuylsteke (flamand kereszténydemokrata) (1958–)
- René Uyttendaele (flamand kereszténydemokrata) (1983–1990)
- Marc Gybels (CD&V) (1991–)

## Közlekedés
A város közelében húzódik az A10/E40 jelű autópálya, Wetteren a 17-es számú kijárat közelében található. A város vasútállomása a Gent-Dendermonde és a Gent-Aalst vonalon fekszik. A várostól délre húzódik a Gent-Brüsszel vasútvonal, amelynek nincs helyi megállója.

## A város szülöttei, ismert lakosok
- Achiel Buysse, kerékpárversenyző
- Michel Vaerten, országúti kerékpárversenyző
- Luc Colyn, országúti kerékpárversenyző
- Gunther Schepens, labdarúgó, az AA Gent, Standard Luik csapatok tagja, belga válogatott
- Leo Copers, művész
- Wim De Craene, énekes
- William Van Laeken, újságíró, a belga VRT televíziós csatorna munkatársa